# Barbara Wolff (Fotografin)
Barbara Wolff (* 1951 in Kyritz, Brandenburg) ist eine deutsche Fotografin.

## Leben
Barbara Wolff wurde in der brandenburgischen Region Prignitz als Tochter des Fotografen Werner Hinz geboren.
Sie absolvierte nach dem Abitur eine Lehre im väterlichen Betrieb und studierte von 1970 bis 1975 Fotografie an der Hochschule für Grafik und Buchkunst in Leipzig.
Nach ihrem Diplom arbeitete sie freiberuflich als Illustratorin, Fotografin und Grafikerin.
Stilprägend für sie waren in dieser Zeit Fotocollagen und Montagen. Von 1977 bis 1980 lebte sie im erzgebirgischen Hutha. Zwischen 1982 und 1985 lebte sie im brandenburgischen Sechzehneichen. Dort entstand das Langzeitprojekt über das Dorf und seine Bewohner.
Nach einem Ausreiseantrag siedelte Wolff 1985 in die Bundesrepublik über und ließ sich in München nieder. Es folgten Auslandsaufenthalte und Reisen, z. B. nach Guatemala, Paris oder Vietnam. Seit 1989 arbeitet Wolff freiberuflich als Fotografin und Grafikerin für die Linhof-Kamerawerke in München. Sie lehrte von 1998 bis 2011 Visuelle Kommunikation und Fotografie an der Designschule München.
Während ihrer weiteren freiberuflichen Tätigkeiten hat sie den Aufbau von fotografischen Werkstätten in Ländern wie z. B. Brasilien oder Jemen geleitet und Vorträge über Fotografie in China, Finnland und Vietnam gehalten.
Wolff lebt und arbeitet in Berlin. Das Buch „METROPOLIS, BERLIN“, herausgegeben Im Verlag Lunik Berlin 2020, wurde mit dem Deutschen Fotobuchpreis in Silber ausgezeichnet.

## Ausstellungen
- 1978 Collagen, Montagen, Frottagen, Ausstellung Galerie am Sachsenplatz, Leipzig
- 1982 Grafik, Fotografie, Illustration, Heimatmuseum Wusterhausen / Dosse
- 2005 Ans Meer!, Lübeck–Travemünde
- 2006 Horizonte, Galerie Villa Ruh, Zingst
- 2007 Real – sortiert – fingiert, Linhof Galerie, München
- 2009 Ans Meer! (2), Schönberg, St. Laurentiuskirche
- 2009 Hanoi – Moving, Galerie Gedokmuc, München
- 2011 Ghostwriter, Wegemuseum Wusterhausen, Transit, Wegemuseum Wusterhausen
- 2012 Konsum, Kunst offen, Wredenhagen
- 2014 I was here!, Wegemuseum Wusterhausen
- 2017 In eigener Sache, Collection Regard, Berlin
- 2018 Ausstellungsbeteiligung im Paris-Berlin Fotohaus, Les Recontres d’Arles, Frankreich
- 2019 Beteiligung „OSMOSCOSMOS“ Centre de la Photographie, Genf,
- 2019 Ma propre Affaire (5. Juni bis 1. September 2019), Musée de Vendôme, Frankreich
- 2019 Biografie, Bilder aus zwei deutschen Staaten, Casa das Artes, Belém, Brasilien, mit Unterstützung des Goethe Instituts Salvador und dem DAAD
- 2020 Es sind die Bilder, die bleiben. Fotografien von Barbara Wolff, Ausstellung bei Lunik Berlin
- 2021 Metropolis, Collection Regard,
- 2021 Metropolis, Paris-Berlin Fotohaus, Les Recontres d’Arles, Frankreich
- 2022 Photographies, Goethe-Institut Bordeaux
- 2022 Metropolis, Paris-Berlin Fotohaus, Bordeaux
- 2023 HUTHA, Galerie Alles Mögliche, Berlin

## Auslands- und Arbeitsaufenthalte
- 1999 Jemen, Aufbau eines digitalen Fotostudios
- 2006 Kunsthochschule Imatra, Finnland, Gastdozent Projekt: Rise and shine
- 2007 VR China, Vorträge über Deutsche Fotografie und künstlerische Projekte
- 2008 Workshop Zeitreise und Vortrag über Deutsche Fotografie, Goethe-Institut Hanoi, Vietnam
- 2012 Havanna, Projekt Straßenecken
- 2017 VR China, Vorträge über Deutsche Fotografie
- 2018 Ausstellungsbeteiligung, Fotohaus Paris-Berlin, Arles
- 2019 Belém, Brasilien
- 2023 New York

## Publikationen
- Der fotografische Vorspann in Film und Fernsehen. In: Fotografie. Januar 1974, VEB Fotokinoverlag, Leipzig 1974
- Montage als Illustration. In: Fotografie. Juni 1976, VEB Fotokinoverlag, Leipzig 1976
- Illustration. In: Temperamente. 1/76 (Erstausgabe), Verlag Neues Leben, Berlin 1976
- Illustrationen. In: Neues Leben. 6/77, Berlin 1977
- Für Dich. 25/1977, Berliner Verlag, Berlin 1977
- Collagen, Montagen, Frottagen von Künstlern der DDR. Ausstellungskatalog Nr. 8, Galerie am Sachsenplatz, Leipzig 1978
- Collage Rücktitel. In: Deine Gesundheit. Februar 1980, Verlag Volk und Gesundheit Berlin 1980
- DDR-Fotos: Bilder vom Nachbarn. In: Foto-Hobbylabor. 1/1987, Foto-Zeitschriftenverlag, Stuttgart 1987
- Gert Schlegel, Hans Bluth, Barbara Wolff (Hrsg.): Das Linhof Kamera Buch. Fotografie: Anton Brandl, Layout: Barbara Wolff, Verlag Photo Technik International, München 1990, Nachauflage 2000 (ausgezeichnet mit dem Kodak Fotobuchpreis 1990), ISBN 9783871191350.
- Apa-Guide Das neue Deutschland. Text- und Fotobeiträge, RV Reise- und Verkehrsverlag, Berlin-Gütersloh-München-Stuttgart 1991
- Reflexionen Photographien In: Die Villa Stuck München. Bayerische Vereinsbank, München 1992
- Peter Bauernschmid (Hrsg.): Image Circle. (Konzept, Layout, Text, Fotografie), München 2002
- Collection Regard (Hrsg.): In eigener Sache. Ausstellungskatalog Berlin, mit einem Text von Sabina Mlodzianowski, Berlin 2017
- Stiftung Photographie schwarzweiß: AMAZONIA, 2020
- Lunik Berlin Verlag: METROPOLIS, BERLIN, 2020
- „Barbara Wolff“, 2021, Film von Matthias Leupold Foto TV
- Lunik Berlin Verlag: NEW YORK, SIDEWALK CLOSED, 2023
- Lunik Berlin Verlag: HUTHA, 1977 – 1980, 2024